# Міддлсекс (Нью-Джерсі)
Міддлсекс (англ. Middlesex) — місто (англ. borough) в США, в окрузі Міддлсекс штату Нью-Джерсі. Населення — 14 636 осіб (2020).

## Географія
Міддлсекс розташований за координатами 40°34′29″ пн. ш. 74°29′54″ зх. д. / 40.57472° пн. ш. 74.49833° зх. д. (40.574627, -74.498259).  За даними Бюро перепису населення США в 2010 році місто мало площу 9,17 км², з яких 9,11 км² — суходіл та 0,06 км² — водойми.

## Демографія
Згідно з переписом 2010 року, у селищі мешкало 13 635 осіб у 4984 домогосподарствах у складі 3631 родини. Було 5148 помешкань
Расовий склад населення:
| - 81,2 % — білих - 6,0 % — азіатів - 5,1 % — чорних або афроамериканців - 0,2 % — корінних американців - 0,1 % — вихідців з тихоокеанських островів - 5,4 % — осіб інших рас |

До двох чи більше рас належало 2,0 %. Частка іспаномовних становила 16,5 % від усіх жителів.
За віковим діапазоном населення розподілялося таким чином: 22,5 % — особи молодші 18 років, 63,7 % — особи у віці 18—64 років, 13,8 % — особи у віці 65 років та старші. Медіана віку мешканця становила 40,7 року. На 100 осіб жіночої статі у селищі припадало 93,9 чоловіків;  на 100 жінок у віці від 18 років та старших — 91,8 чоловіків також старших 18 років.
Середній дохід на одне домашнє господарство  становив 93 918 доларів США (медіана — 79 327), а середній дохід на одну сім'ю — 107 552 долари (медіана — 92 935). Медіана доходів становила 60 963 долари для чоловіків та 43 721 долар для жінок. За межею бідності перебувало 2,5 % осіб, у тому числі 2,8 % дітей у віці до 18 років та 5,8 % осіб у віці 65 років та старших.
Цивільне працевлаштоване населення становило 7404 особи. Основні галузі зайнятості: освіта, охорона здоров'я та соціальна допомога — 21,8 %, виробництво — 12,4 %, роздрібна торгівля — 12,0 %.